# Rebel (album de Buzy)
Pour les articles homonymes, voir Rebel.
Albums de Buzy
I love you Lulu Rêve éveillé
Rebel est le quatrième album studio de la chanteuse Buzy.

## Titres
1. Rebel (Buzy / Buzy - Fred) 3:26
2. Sheppard (Buzy / Langolf) 3:57
3. Alice (Buzy / Buzy - Poloni) 4:05
4. Mauvais jour (Buzy / Zamora) 3:53
5. Keep cool (Buzy) 3:53
6. Intact à l'intox (Buzy / Zamora) 3:51
7. Les enfants migrateurs (Buzy) 4:21
8. Love in extremis (Buzy) 4:00
9. Night and day (Buzy - Vidal / Buzy) 4:10
10. Jardin secret (Buzy) 3:51

## Crédits
Studios : Palais des Congrès / Guillaume Tell / Local Studio 

Réalisation : Buzy (1, 3, 4, 6, 7, 8, 9), Roussel / Cross (5, 10), Langolff (2) 

Ingénieurs : Serge Pauchard, Alan Cross, Bertrand Chatenay 

Mixage : Serge Pauchard, Emmanuel Guiot, Alan Cross

## Singles
- Keep cool - 1988
- Sheppard - 1989